# Jiashan
Jiashan léase Chiá-Shan (en chino simplificado, 嘉善县; pinyin, Jiāshàn xiàn) es un condado bajo la administración directa de la ciudad-prefectura de Jiaxing. Se ubica en la provincia de Zhejiang, este de la República Popular China. Su área es de 506 km² y su población total para 2010 fue más de 500 mil habitantes.

## Administración
El condado de Jiashan se divide en 10 pueblos que se administran en 4 subdistritos y 6 poblados.
Subdistritos:
- Weitang (antiguo Weitang, Lize, Fengnan)
- Luoxing
- Huimin (antiguo Huimin, Datong)

Ciudades:
- Noroeste: Taozhuang (antiguo Taozhuang, Fenyu)
- Norte: Xitang (antiguo  Xitang, Dashun, Xiadianmiao)
- Noreste: Yaozhuang (antiguo  Yaozhuang, Dingzha, Yuhui)
- Sudoeste: Tianning (antiguo  Tianning, Hongxi, Yangmiao)
- Centro: Ganyao (antiguo Ganyao, Fanjing)
- Sur: Dayun[4]

## Personas célebres
- Wu Zhen, pintor de la dinastía Yuan
- Qian Nengxun, primer ministro de la República de China
- Sun Daolin, un actor chino de renombre
- Huang Ju, alcalde y jefe del partido de Shanghái, vice primer ministro de la República Popular China